# Zaharia Sângeorzan
Zaharia Sângeorzan (n. 23 noiembrie 1939, Feldru, Bistrița-Năsăud, România – d. 28 noiembrie 2002, Iași, România) a fost un critic literar român.

## Biografie
S-a născut în jud. Năsăud ca fiu al lui Zaharia Sângeorzan și al soției sale, Ioana (n. Dib). A urmat Școala Tehnică de Silvicultură (1955–1959) și Liceul „George Coșbuc” (1959–1963) din orașul Năsăud, apoi Facultatea de Filologie a Universității „Al. I. Cuza” din Iași (1963–1968). A obținut ulterior, în 1979, titlul de doctor în filologie al Universității din București. A fost bursier al Universității din Perugia (1980), apoi a beneficiat de o bursă de cercetare la Arhivele Vaticanului (1995).
După absolvirea studiilor superioare a lucrat ca redactor la revista ieșeană Cronica. A colaborat cu eseuri, cronici literare și recenzii la revistele culturale Vatra, Viața românească, Tribuna, Convorbiri literare etc.

## Activitatea literară
Recenziile publicate de Zaharia Sângeorzan în reviste erau, în opinia lui Alexandru Piru, „în genere obiective, prea binevoitoare uneori, dar și câteodată curajoase” și nu întrevedeau înclinarea către monografie sau către studiul critic de amploare. Cu toate acestea, Sângeorzan debutează editorial a avut loc în 1976 cu studiul amplu Mihail Sadoveanu. Teme fundamentale, remarcat în peisajul criticii literare românești ca un studiu curajos. A urmat volumul Pelerini români la Columna lui Traian (1979), în care autorul întreprinde o cercetare istorică a relațiilor culturale româno-italiene. Sângeorzan a mai publicat apoi două volume de cronici literare: Conversații critice (1980) și Anotimpurile criticii (1983) și un volum de interviuri cu Nicolae Steinhardt intitulat Monahul de la Rohia (1992).
Volumul de convorbiri cu Nicolae Steinhardt a fost reeditat de mai multe ori, fiind inclus mai târziu într-un volum intitulat N. Steinhardt – Convorbiri cu Zaharia Sângeorzan și Nicolae Băciuț, tipărit în 2015 de Mănăstirea Rohia și Editura Polirom din Iași. Convorbirile lungi purtate pe parcursul a mai mult de un an de Zaharia Sângeorzan cu Nicolae Steinhardt (aflat la sfârșitul vieții) prezintă unele aspecte esențiale ale personalității monahului cărturar și sunt închegate într-o carte sistematică. Întrebările lui Zaharia Sângeorzan au fost trimise periodic prin poștă începând de la 11 ianuarie 1988 și au continuat pe întreg parcursul anului 1988 și apoi în 1989 până la moartea eseistului. Răspunsurile date de N. Steinhardt conțin „numeroase pasaje de critică literară remarcabile prin clarviziune și franchețe”, scria criticul Alex. Ștefănescu.

## Opera
- Mihail Sadoveanu. Teme fundamentale, Ed. Minerva, București, 1976;
- Pelerini români la Columna lui Traian, note de călătorie, Ed. Sport-Turism, București, 1979;
- Conversații critice, Ed. Dacia, Cluj-Napoca, 1980;
- Eugen Coșeriu. Poezie și destin, Freiburg-München, 1980;
- Anotimpurile criticii, Ed. Cartea Românească, București, 1983;
- Monahul de la Rohia – N. Steinhardt răspunde la 365 de întrebări…, Editura Revistei Literatorul, București, 1992 (alte ed., 1998; 2000).